# الأنهار في الهندوسية

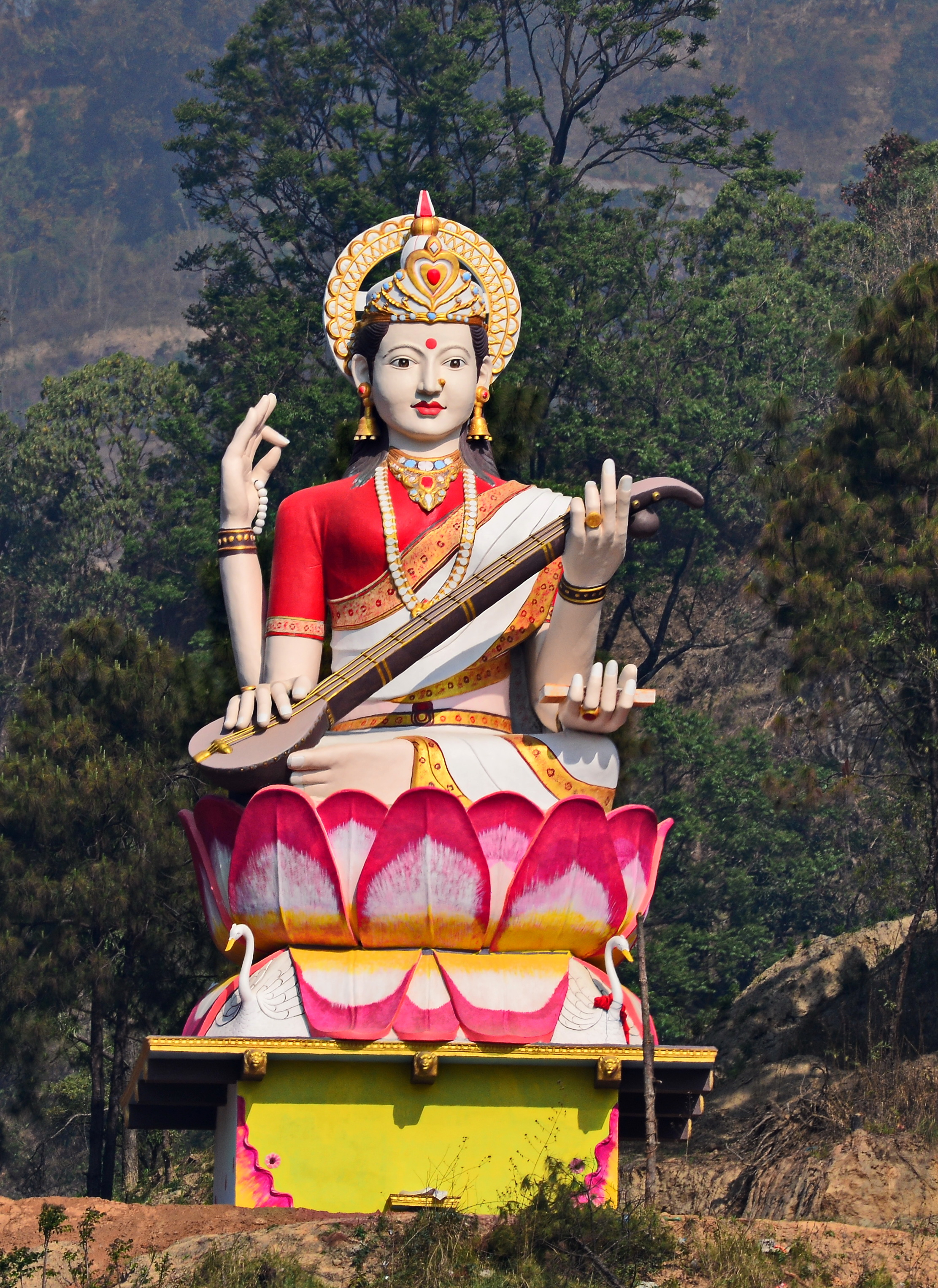
تمثال للإلهة ساراسواتي، نيبال.

في الهندوسية، غالبًا ما يُنظر إلى الأنهار على أنها تجسيد للآلهة. ففي نص الريجفيدا، هناك إشارات إلى الأنهار المقدسة، مثل: نهر ساراسواتي. ويعتبر نهر الغانج من أكثر الأماكن قداسةً، حيث اعتبر أنه تجسيد للإلهة غنغان. وتمثل معظم الأنهار في شكل أنثوي، باستثناء نهر براهمابوترا الذي يعتبر ذكرًا. وتاريخيًا، يُعتقد أن سكان حضارة وادي السند يعبدون الأنهار. ومن أهم الأنهار في معتقدهم هي ما تدعى بالسابتنادي (Saptanadi)، وهي: نهر الغانج ويامونا (جمنة) والسند ونارمادا وغودافاري وكريشنا وكافيري.

## قائمة إلهات الأنهار
| الاسم               | الصورة                        | الوصف |
| ------------------- | ----------------------------- | --- |
| غنغان               | تمثال للإلهة غنغان، سريلانكا. | في الأساطير الهندوسية، هي الإلهة التي شكلها المادي هو نهر الغانج. ونهر الغانج يُعتبر مقدسًا؛ لأن النهر هو إلهة لها القدرة على رفع خطايا من يستحمون به. |
| يامونا في الهندوسية |                               | يامونا، أو يامي، هي إلهة صغرى وتجسيد لنهر يامونا، جمنة. توصف بأنها ابنة سوريا، إله الشمس، وسارانيو، إلهة السحابة. إنها إلهة الحياة، وتوأم ياما، إله العالم السفلي. |
| ساراسواتي           |                               | مُثلت الإلهة ساراسواتي في الأصل على أنَّها إلهة نهر، إلهة نهر ساراسفاتي المسمى باسمها. تطورت فيما بعد لتصبح واحدة من الآلهة الرئيسية في الهندوسية، وتعتبر إلهة المعرفة والموسيقى والكلام والفن. ورد ذكر نهر ساراسفاتي في ريجفيدا، ويعتقد أنه جف مع مرور الوقت.                                                                                 |
| نارمادا             |                               | الإلهة نارمادا هي تجسيد لنهر نارمادا. وهي معروفة أيضًا باسم ريفا. وفقًا للتقاليد الشعبية، يُقال إنها ولدت من عرق شيفا، الذي كان يؤدّي كفارة على جبل ريكشا، ومن ثم فهي تعتبر ابنة الإله. وفقًا لإحدى الأساطير، يُقال إن شيفا باركها لتمتلك القدرة على غفر خطايا كل أولئك الذين يستحمون في مياهها، وأصبحت مقدسة في الجنوب كما كانت غنغان في الشمال. |
| كافيري              |                               | تمثل الإلهة كافيري، المعروفة محليًا أيضًا باسم كافيرياما، تجسيدًا لنهر كافيري. وهي التي تخلص الناس من خطاياهم وتفتح باب الخصوبة. |
| غودافاري            |                               | الإلهة غودافاري هي تجسيد لنهر غودافاري. يرتبط نهر جودافاري بقوة براما، الذي يقال إنه اجتاز ضفافه في رامايانا. |
| كريشنا              |                               | الإلهة كريشنا هي تجسيد لنهر كريشنا. |
| سند                 |                               | تشير الإلهة سند إلى تجسيد نهر السند، الذي يحظى بالتبجيل باعتباره إلهة الأنهار. |
| تابتي               |                               | تشير الإلهة تابتي إلى تجسيد نهر تابتي. توصف بأنها ابنة سوريا والأخت الصغرى لسافيتري، وهي متزوجة من ملك يدعى سامفارانا في النصوص الهندوسية. |
| براهمابوترا         |                               | تمت ترجمة الأصل الأسطوري لنهر براهمابوترا على أنه «ابن براهما» في كاليكا بورانا. وفقًا لهذا النص، فقد أعجب براهما بتقوى حكيم يُدعى شانتانو وزوجته أموغا، اللذين كانا يقيمان على ضفاف نهر لوهيتا، فقد بارك الزوجين مع طفله في رحم الأخيرة. بعد ولادته، اتخذ الطفل شكل نهر، حيث يستحم الآلهة والأبسار.                                          |